# Annino-Gusinowka
Annino-Gusinowka (ros. Аннино-Гусиновка) – wieś (ros. деревня, trb. dieriewnia) w zachodniej Rosji, w sielsowiecie kołpakowskim rejonu kurczatowskiego w obwodzie kurskim.

## Geografia
Miejscowość położona jest 4 km od centrum administracyjnego sielsowietu kołpakowskiego (Nowosiergiejewka), 20 km od centrum administracyjnego rejonu (Kurczatow), 51 km od Kurska.
W granicach miejscowości znajduje się 66 posesji.

## Demografia
W 2010 r. miejscowość zamieszkiwały 52 osoby.